# Stor-Drafsjön
Stor-Drafsjön är en sjö i Åre kommun i Jämtland och ingår i Indalsälvens huvudavrinningsområde. Sjön har en area på 2,08 kvadratkilometer och ligger 295,1 meter över havet. Sjön avvattnas av vattendraget Drafsjöbäcken.

## Delavrinningsområde
Stor-Drafsjön ingår i det delavrinningsområde (701935-141043) som SMHI kallar för Utloppet av Stor-Drafsjön. Medelhöjden är 306 meter över havet och ytan är 7,4 kvadratkilometer. Räknas de 3 avrinningsområdena uppströms in blir den ackumulerade arean 17,42 kvadratkilometer. Drafsjöbäcken som avvattnar avrinningsområdet har biflödesordning 2, vilket innebär att vattnet flödar genom totalt 2 vattendrag innan det når havet efter 259 kilometer. Avrinningsområdet består mestadels av skog (62 procent). Avrinningsområdet har 2,16 kvadratkilometer vattenytor vilket ger det en sjöprocent på 29,1 procent.